# Rosey, Saône-et-Loire
Rosey là một xã ở tỉnh Saône-et-Loire trong vùng Bourgogne-Franche-Comté nước Pháp.

## Thông tin nhân khẩu
Theo điều tra dân số năm 1999, xã này có dân số 166.
Con số ước tính năm 2005 là 165.